# هنري قاولد لويس
هنري قاولد لويس (بالإنجليزية: Henry Gould Lewis)‏ هو سياسي أمريكي، ولد في 9 سبتمبر 1820، وتوفي في 25 ديسمبر 1891. انتخب عضو مجلس نواب كونيتيكت.